# 胡尼奥尔·迪亚斯
胡尼奥尔·迪亚斯（西班牙語：Júnior Díaz，1983年9月12日—），哥斯达黎加男子足球运动员，司职后卫。他曾代表哥斯达黎加参加2014年国际足联世界杯。他也曾入选2004年夏季奥运会哥斯达黎加男子足球队名单。